# Götzens
Götzens – gmina w Austrii, w kraju związkowym Tyrol, w powiecie Innsbruck-Land. Liczy 3984 mieszkańców (1 stycznia 2015).